# Belgica Guyot
Belgica Guyot (65° 30′ S, 90° 30′ O) é o cume plano de uma montanha submarina, utilizado na primeira Expedição Antártica Belga (1896-1899). Nome proposto pelo Dr. Rick Hagen, Alfred Wegener Institute para a pesquisa polar e marinha, Bremerhaven, Alemanha. Nome aprovado 6/97 (ACUF 270).